# زبان‌های سامی شمال‌غربی

توزیع زبان های سامی

زبانهای سامی شمال غربی شاخه‌ای از زبانهای سامی مرکزی هستند که در منطقه خاور نزدیک باستان رواج داشتند. این گروه زبانی شامل زبان‌های مهم تاریخی و معاصر می‌شود.

## رده‌بندی
زبانهای سامی شمال غربی به سه شاخه اصلی تقسیم می‌شوند:

### زبانهای کنعانی
- زبان فنیقی
- زبان عبری
- زبان موآبی

### زبانهای آرامی
- زبان آرامی باستان
- زبان سریانی
- زبان آرامی جدید

### زبانهای دیگر
- زبان اوگاریتی
- زبان آموری

## ویژگی‌های زبانی
این زبان‌ها دارای ویژگی‌های مشترک زیر هستند:
- سیستم فعل دوحالته (کامل و ناکامل)
- استفاده از پیشوند «ه» برای صیغه causative
- تغییرات آوایی مشابه در حروف ساکن

## تاریخچه
قدیمی‌ترین اسناد مربوط به این گروه به هزاره دوم پیش از میلاد بازمی‌گردد. کتیبه‌های اوگاریتی (قرن ۱۴ پ.م) از کهن‌ترین مدارک این گروه هستند.

## زبانهای امروزی
تنها زبانهای زنده این گروه عبارتند از:
- زبان عربی نوین (با تأثیرات شدید)
- برخی گویشهای زبان آرامی جدید